# Indigofera brunoniana
Indigofera brunoniana är en ärtväxtart som beskrevs av Nathaniel Wallich. Indigofera brunoniana ingår i släktet indigosläktet, och familjen ärtväxter. Inga underarter finns listade i Catalogue of Life.